# 1981 في الصين
فيما يلي قوائم الأحداث التي وقعت خلال عام 1981 في الصين.

## سياسة

### تعيين في المنصب
- 28 يونيو – هو ياوبانغ رئيس الحزب الشيوعي الصيني.

### انتهاء فترة المنصب
- 1 يناير – يانج شانج كون Mayor of Guangzhou [الإنجليزية]‏.
- 28 مايو – سونغ تشينغ لينغ نائب رئيس اللجنة الدائمة للمجلس الوطني لنواب الشعب [الإنجليزية]‏.
- 28 يونيو – هوا جيو فينج رئيس اللجنة العسكرية المركزية حزب الشعب الصيني  [لغات أخرى]‏، رئيس الحزب الشيوعي الصيني.

## ظهور
- 1 يونيو – الصين يوميا

## مواليد

### يناير
- 1 يناير – فنغ تشانغ

### مارس
- 14 مارس – يانغ لين لاعب كرة قدم صيني.
- 18 مارس – تزو شيمينغ ملاكم صيني.

### أبريل
- 17 أبريل – تشنغ يوكون لاعب كرة قدم صيني.

### يونيو
- 10 يونيو – يانغ جون لاعب كرة قدم صيني.
- 21 يونيو – آن كي لاعب كرة قدم صيني.

### يوليو
- 15 يوليو – تشو بو لاعب كرة قدم صيني.
- 20 يوليو – تشنغ شوي لاعب كرة قدم صيني.
- 26 يوليو – زونغ لي لاعب كرة قدم صيني.
- 27 يوليو – لى شياو بنغ لاعب جمباز فني صيني.

### سبتمبر
- 1 سبتمبر – وو ويان لاعب كرة قدم صيني.
- 1 سبتمبر – يانغ هويان
- 10 سبتمبر – وانغ دونغ لاعب كرة قدم صيني.
- 12 سبتمبر – ياو مينغ لاعب كرة سلة صيني.
- 16 سبتمبر – فان بينغبينغ ممثلة صينية.

### أكتوبر
- 5 أكتوبر – تشانغ يى نينغ لاعبة تنس طاولة صينية.
- 8 أكتوبر – جنوفا تشن عالِم حاسوب صيني.
- 12 أكتوبر – صن تيانتيان لاعبة كرة مضرب صينية.
- 15 أكتوبر – غوه جينغ جينغ
- 22 أكتوبر – نغ واي تشيو لاعب كرة قدم صيني.

### نوفمبر
- 12 نوفمبر – تشانغ جونلونج ملاكم صيني.

### ديسمبر
- 15 ديسمبر – كاو يانغ لاعب كرة قدم صيني.
- 27 ديسمبر – تشينغ سيو واي لاعب كرة قدم صيني.

## وفيات

### مايو
- 29 مايو – سونغ تشينغ لينغ (مواليد 1893) سياسية صينية.